# 薛凱琪 Tonight Fiona Live 2014
《薛凱琪 Tonight Fiona Live 2014》是香港女歌手薛凱琪出道以來的第二個於紅磡香港體育館舉行的個人演唱會。

## 簡介
由2004年正式出道算起，2014年是其第十年，因此以「十週年紀念演唱會」為宣傳。演唱會同時慶祝Fiona入行十周年，今次個唱設計成四面台，可以有更多座位滿足歌迷。門票於6月12日開始優先預訂，6月20日起於城市電腦售票網公開發售。兩場演唱會反應熱烈，全場爆滿，吸引接近二萬四千人到場觀看。由於歌曲版權涉及舊公司華納唱片，演唱會不會推出任何影音產品，包括Live CD，Live DVD及BLU-RAY。

## 相關連結
- 薛凱琪